# Action (AIR-G')
Action（アクション）は、AIR-G'（エフエム北海道）で2009年4月3日から2017年3月31日まで毎週金曜日に放送していた生ワイド番組。

## 放送時間
2013年4月5日 - 2017年3月31日
- 毎週金曜日 8:30 - 12:55（265分）

「中西哲生のクロノス」枠拡大に伴い、60分縮小。
2009年4月3日 - 2013年3月29日
- 毎週金曜日 7:30 - 12:55（325分）

## パーソナリティ
- 千葉ひろみ

## タイムテーブル
※2015年9月現在

### 第1部
- 8:30 オープニング
- 8:41 道路交通情報
- 8:50 北海道小麦好き
- 9:15 ホクレン ママ'sテーブル
- 9:35 オッキニイリ〜!
- 9:45 ちばカフェ
各界のゲストを迎えてのトークコーナー。以前は「cafe patio」というタイトルだった。
- 10:00 ラディ・メルカート（ラジオショッピング）
- 10:20 進学への二人三脚
「高校生新聞」の発行者・檀伸彦を迎えて、大学進学を控えた受験生に向けた様々な情報を発信するコーナー。
2012年7月23日から7月26日まで、月曜 - 木曜 11:30 - 12:55（木曜日は12:30まで）に当コーナーのスペシャル版『進学への二人三脚スペシャル』を放送した。
- 10:45 飛鳥Ⅱで行く伊勢神宮の旅
- 10:55 研ナオコの過払い金ズバッと法律相談（CBCラジオ制作）

### 第2部
- 11:35 網走しりたい〜の。
- 11:45 コロコロトーク
PRなどで来札した音楽アーティストが、サイコロを振って出たお題にちなんだ話を語るコーナー。
- 11:55 道新ヘッドラインニュース
- 12:05 リクエスト・アクション
- 12:15 いただきます!!
リスナーが当日にどんな昼御飯を食べるのか、又は友人（もしくは家族）とどこでランチを楽しむのかを紹介するコーナー。
- 12:20 北海道クオリティー
シニア野菜ソムリエの萬谷利久子が、北海道ならではの食の総合産業に取り組む「食クラスター」を紹介するコーナー。

## 過去にあったコーナー
- 8:35 カントリー・グッディーズ
- 8:52 週末オススメAction（2013年度）
- 9:10 ユリアの週末アクション占い
- 9:15 ÆON コレクル RANKING
- 9:45 cafe patio
- 10:05 ヘルシーすまいる
- 10:30 - 10:55 大学・高校探検 S55（エスゴーゴー）
- 11:35 旬感太白〜IT'S MIRACLE!〜
- 11:45 パワーフード
- 12:15 HOKKAIDO でAction